# Richard Glücks
Richard Glücks (Odenkirchen, 22 aprile 1889 – Flensburgo, 10 maggio 1945) è stato un generale e poliziotto tedesco delle SS che a partire dal novembre del 1939 fino al termine del conflitto, ricoprì la carica di Ispettore generale dei campi di concentramento (Inspektor der Konzentrationslager - IKL). In qualità di supervisore di tutti i campi di concentramento della Germania nazista, ricoprì un ruolo centrale nell'impiego degli internati nel lavoro forzato, supervisionò la sperimentazione medica all'interno dei lager e fu uno dei principali artefici dell'implementazione della Soluzione finale. Dopo la capitolazione tedesca, Glücks si suicidò ingerendo una capsula di cianuro.

## Biografia
Nacque nel 1889 a Odenkirchen (ora parte di Mönchengladbach), in Renania. Completato il ginnasio a Düsseldorf, lavorò presso l'azienda di famiglia, un'agenzia assicurativa per gli incendi. Nel 1909 si arruolò nell'esercito per un anno in qualità di volontario, prestando servizio come artigliere. Nel 1913, si trovava in Inghilterra, e successivamente si spostò in Argentina per lavorare come commerciante. Allo scoppio della prima guerra mondiale, nel gennaio 1915, fece ritorno in Germania sotto falso nome a bordo di un cargo commerciale battente bandiera norvegese, e si arruolò nuovamente. Durante la guerra, divenne comandante di un'unità d'artiglieria e fu decorato con la Croce di ferro di Iª e IIª classe. Prese parte alla Battaglia di Verdun ed alla Battaglia della Somme. Dopo la guerra, divenne ufficiale di raccordo tra le forze armate germaniche e la Commissione militare di controllo degli alleati vittoriosi, per verificare che venissero applicate le sanzioni stabilite nel Trattato di Versailles. Fino al 1924, occupò questa carica, per poi entrare a far parte dello staff della 6ª Divisione prussiana. Militò anche nei Freikorps.

### Ascesa durante il regime nazista
Glücks si iscrisse al Partito Nazista nel 1930 e due anni dopo, entrò nelle SS. Nelle SS arrivò al grado di Sturmbannführer. Seppur privo di carisma, lo storico Nikolaus Wachsmann afferma come Glücks possedesse un "fervente spirito nazionalsocialista". Successivamente, divenne comandante della divisione Allgemeine-SS con il grado di Obersturmbannführer. Il 1º aprile 1936 divenne capo dello staff di Theodor Eicke, all'epoca Ispettore capo dei campi di concentramento, inizialmente con il grado di Standartenführer e successivamente Oberführer.

### Ispettore dei campi di concentramento
Quando Eicke divenne comandante della unità SS-Totenkopfverbände nell'estate del 1939, il 15 novembre 1939 Glücks venne promosso da Heinrich Himmler successore di Eicke nel ruolo di "Inspektor der Konzentrationslager" (IKL, Ispettore generale dei campi di concentramento). In questa veste, egli divenne un subordinato diretto di Himmler come era stato Eicke prima di lui ma, a differenza dei calorosi e cordiali rapporti esistenti tra Himmler ed Eicke, Glücks si incontrò solo raramente con Himmler, che lo promosse non per le sue competenze specifiche, ma piuttosto per garantire una continuità amministrativa con l'operato di Eicke. Infatti, Glücks effettuò solo alcuni lievi cambiamenti, lasciando sostanzialmente intatta la struttura organizzativa dei campi. Poiché Glücks non aveva mai prestato servizio in un campo di concentramento, alcuni ufficiali veterani dei campi erano sospettosi e dubbiosi nei suoi confronti, e lo consideravano poco più di un mediocre burocrate da scrivania. In termini di leadership, egli preferì ricorrere a uomini d'azione lasciando loro autonomia di movimento nell'amministrare i propri rispettivi campi di concentramento.

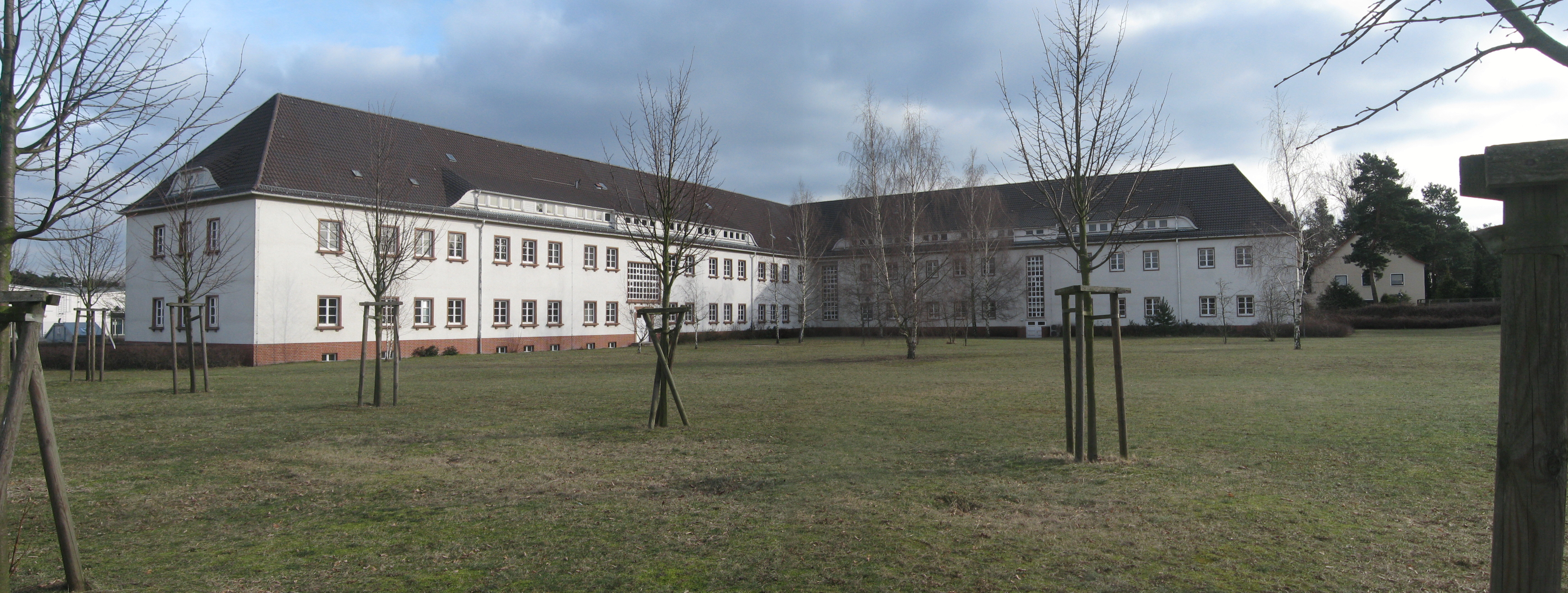
L'edificio a T di Sachsenhausen, sede dell'Ispettorato dei campi dal 1938

Le responsabilità di Glücks inizialmente riguardarono l'impiego degli internati nei campi per il "lavoro coatto". In questa fase, ordinò ai vari comandanti di abbassare il tasso di mortalità dei prigionieri nei campi, in quanto controproducenti dal lato economico. Altri suoi ordini ebbero come oggetto il far lavorare ancora più duramente i prigionieri. Allo stesso tempo, fu Glücks a raccomandare il 21 febbraio 1940, la località di Auschwitz, come sito favorevole per la costruzione di un nuovo campo di concentramento. Il 1º marzo 1941 egli accompagnò Himmler e vari dirigenti della I.G. Farben a visitare il luogo, e lì fu deciso di erigere un campo che potesse accogliere fino a 30,000 prigionieri, più un altro campo aggiuntivo nella vicina Birkenau con una potenziale capienza di 100 000 internati.
Il 20 aprile 1941, Glücks venne promosso al grado di Brigadeführer e nel novembre 1943, divenne Gruppenführer e Generale delle Waffen-SS. A partire dal 1942 restò progressivamente sempre più coinvolto nell'implementazione della "Soluzione finale", insieme al camerata Oswald Pohl. Per supervisionare la coordinazione dei campi di sterminio, partecipò a numerose riunioni settimanali presiedute da Pohl.

### Conferenza di Wannsee
Solo qualche giorno dopo lo svolgimento della Conferenza di Wannsee nel gennaio 1942, Himmler ordinò a Glücks di preparare i campi per l'immediato arrivo di 100 000 ebrei e 50 000 donne da impiegarsi nel Reich come lavoratori forzati al posto dei prigionieri sovietici (la cui disponibilità era fortemente diminuita). Nel luglio 1942, partecipò a una riunione pianificata da Himmler per discutere della questione degli esperimenti medici effettuati sui prigionieri dei campi. Da varie visite al campo di Auschwitz, Glücks era a conoscenza degli omicidi di massa e delle altre atrocità lì commesse. Inoltre, era lo stesso comandante di Auschwitz, Rudolf Höß, che lo teneva informato sullo status delle attività di sterminio. Durante la visite periodiche ad Auschwitz nel 1943, Glücks ebbe da ridire circa la sfavorevole posizione dei forni crematori nel campo. Prendendo nota dall'appunto, Höß ordinò di piantare alcuni alberi tra i crematori 1 e 2 in modo che fossero maggiormente occultati dal resto del campo.
Glücks continuò a dirigere l'amministrazione dei campi fino alla fine della guerra. Nello stesso periodo, l'intero sistema dei campi passò sotto l'autorità dello WVHA ("SS-Wirtschafts- und Verwaltungshauptamt").

### Morte
Quando gli uffici dello WVHA a Berlino furono distrutti dai bombardamenti degli Alleati il 16 aprile 1945, l'organizzazione si trasferì a Born auf dem Darß in Pomerania sul Mar Baltico. A seguito dell'avanzata dell'Armata Rossa, Glücks e la moglie fuggirono a Flensburgo.
Dopo la capitolazione della Germania, è ritenuto probabile che Glücks si suicidò il 10 maggio 1945 ingerendo una capsula di cianuro a Flensburgo, sebbene manchi la documentazione ufficiale della sua morte. Sussiste il sospetto che egli possa essere stato ucciso da "ebrei ignoti" che volevano vendicarsi del suo coinvolgimento in presa diretta con la Shoah.
A seguito della progressiva perdita di potere ed al crollo del sistema dei KL, la salute psicofisica di Glücks era andata deteriorandosi sempre più. L'abuso di alcol e medicinali gli aveva causato grossi problemi, e poco tempo prima del decesso era stato ricoverato in gravi condizioni in un ospedale militare tedesco.